# HD163256
HD163256 — хімічно пекулярна зоря спектрального класу
F0 й має видиму зоряну величину в смузі V приблизно 10,0.